# Bobby Schayer

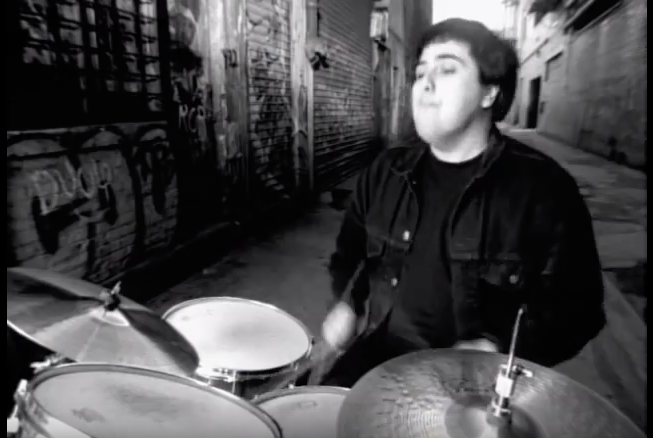
Bobby Schayer

Bobby Schayer, född 23 december 1966 i Los Angeles, var trummis i Bad Religion mellan 1991 och 2001. Shayer växte upp i förorten Encino i San Fernando Valley i Kalifornien.
Han gick med i Bad Religion 1991 efter att tidigare trummisen Pete Finestone lämnat bandet efter deras sjunde album Against the Grain. Bobby Shayer medverkade på bandets åttonde album Generator vilket släpptes 1992. Shayer lämnade bandet 2001 efter att skivan The New America släpptes år 2000 på grund av en skada i axeln vilken gjorde det omöjligt för honom att spela trummor professionellt. Shayer ersattes av Brooks Wackerman.